# Thérèse Planiol
Pour les articles homonymes, voir Planiol et Dupeyron.
Thérèse Planiol, née Thérèse Dupeyron le 25 décembre 1914 à Paris et décédée le 8 janvier 2014 à Varennes (37600), est une femme médecin et biophysicienne, agrégée de médecine, pionnière et spécialiste de la médecine nucléaire et des ultrasons, professeur à la faculté de médecine de Tours. Elle a fondé la Société française d'application des ultrasons en médecine et biologie. Elle a également écrit et publié des poèmes. Elle est parfois dénommée Thérèse Dupeyron Planiol.

## Biographie

### Enfance
Thérèse Planiol nait à Montmartre, dans le 18e arrondissement de Paris le 25 décembre 1914. Son père est déclaré inconnu, et sa mère l'abandonne à l'âge de 3 mois. Elle apprendra plus tard que son père était peintre et sa mère modèle. Elle est placée à l'assistance publique, puis dans plusieurs familles d'accueil. Elle restera très attachée à sa deuxième nourrice, qui l'élève dans un milieu rural et précaire, mais avec beaucoup d'affection, dans la région de Clermont-Ferrand.

### Études

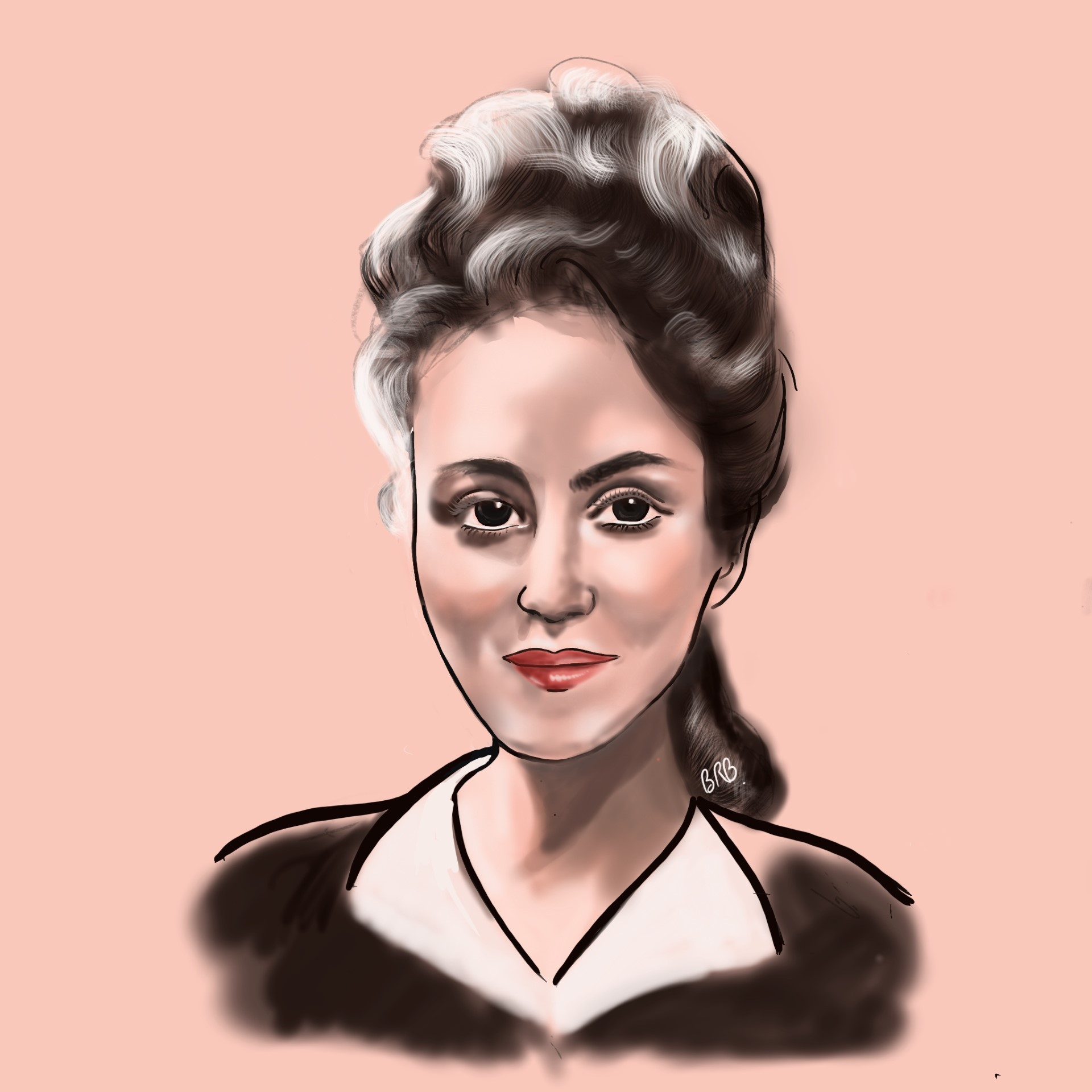
Thérèse Planiol, jeunesse

Intéressée très jeune par la médecine et les sciences, elle doit faire face à son milieu d'origine et au sexisme ambiant. Heureusement, elle est soutenue par plusieurs enseignants. En premier lieu par son institutrice, Mme Bussac, qui l'aide à préparer le concours des bourses, pour qu'elle puisse poursuivre des études. Elle est élève au Lycée Jeanne d'Arc à Clermont-Ferrand de 1929 à 1933.
Elle intègre d'abord un cursus en physique. Puis elle obtient le Diplôme de Docteur en Médecine. Elle s'oriente ensuite vers la Physique Médicale. Elle en devient la première femme Professeur agrégée en France. En 1954, elle soutient une thèse intitulée étude isotopique par le sodium radioactif des méningites tuberculeuses des jeunes enfants.

### Recherches
Elle se spécialise dans les applications en médecine nucléaire concernant la neurologie. Elle devient pionnière de cette spécialité sur le plan mondial. Parallèlement, elle développe les premières applications connues en échographie pour détecter des hématomes et des tumeurs cérébrales.

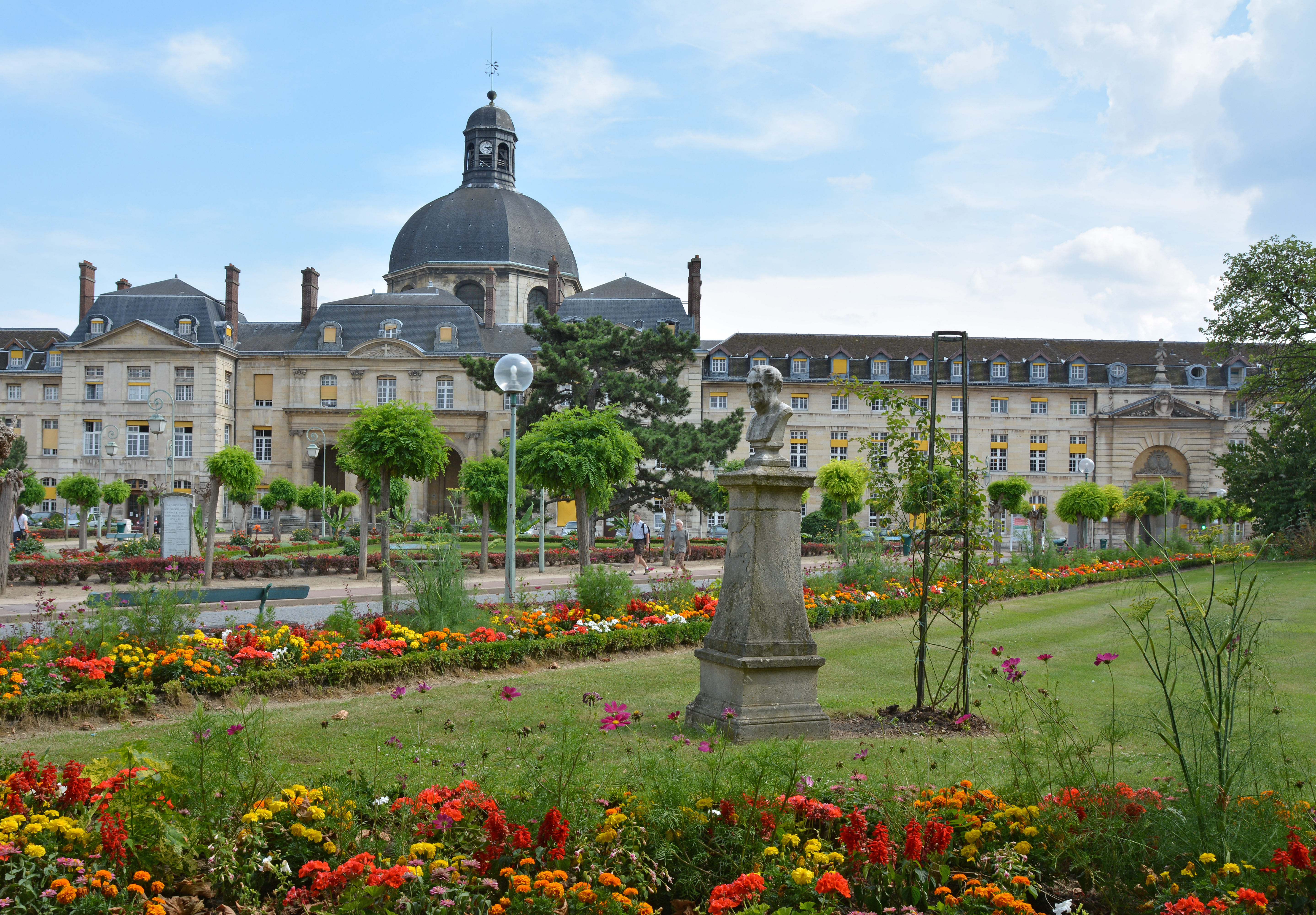
CHU de la Pitié Salpetrière

Elle devient chercheuse à l'Institut National d'Hygiène (devenu INSERM), puis biologiste des Hôpitaux au CHU de la Pitié Salpetrière à Paris, en tant qu'assistante du chef du service d’électroradiologie, le Professeur Herman Fishgold.
Tout en continuant à travailler à Paris, elle est nommée à Rouen (Seine-Maritime) en 1967 au concours d'agrégation de physique médicale.

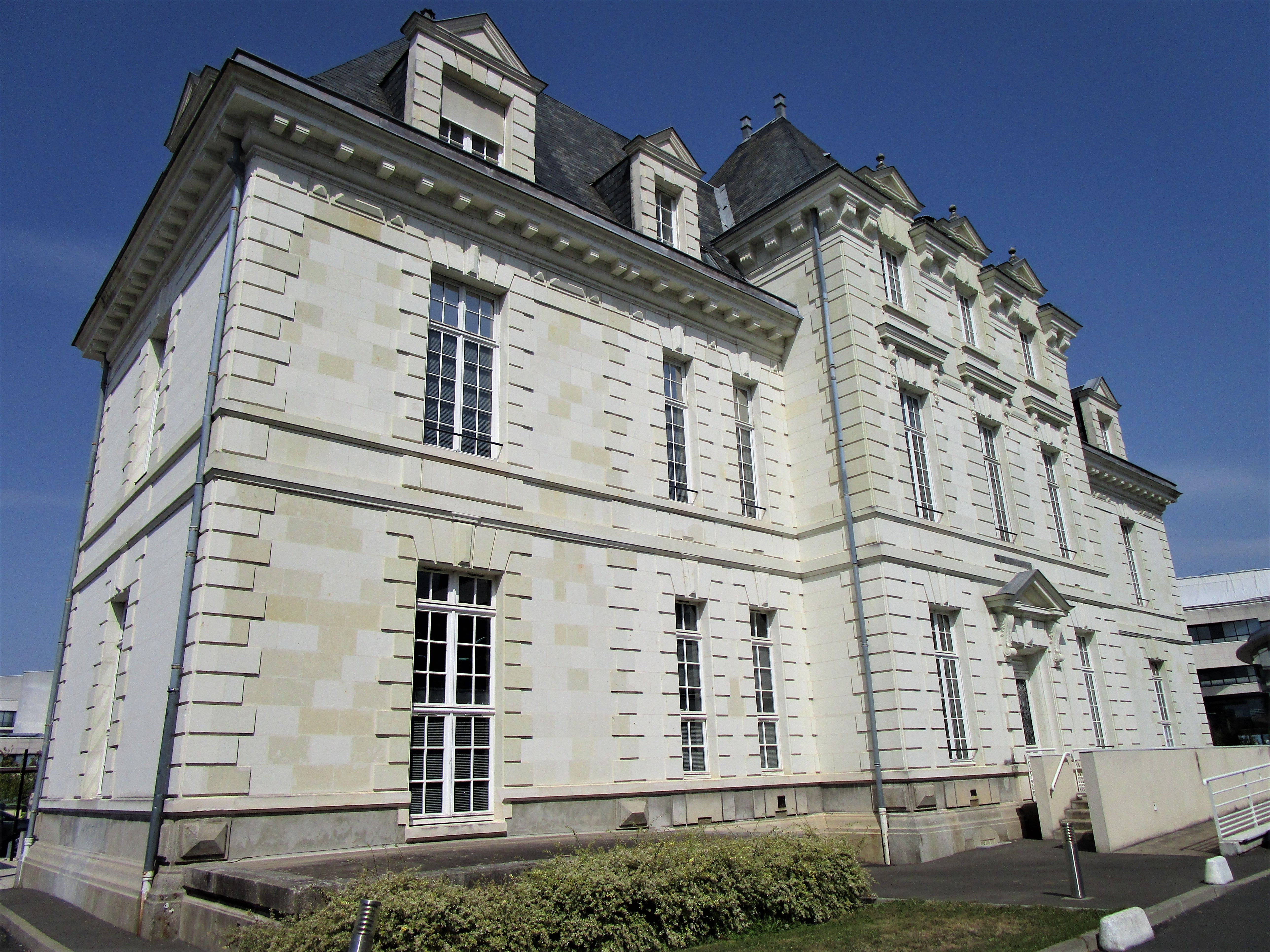
l'Hôpital Bretonneau

En 1968, elle s'installe à Tours. Elle travaille rapidement avec les professeurs Georges Desbuquois et Émile Aron. Elle associe des médecins et des ingénieurs pour créer un service d'Explorations Fonctionnelles au CHU Bretonneau, ainsi qu'un Laboratoire de Biophysique à la Faculté de Médecine.
Elle fonde en 1972 la Société Française pour l'Application des Ultrasons en Médecine et Biologie. Elle a été professeur honoraire à la Faculté de médecine de Tours.

### Publications
Outre sa production liée à la recherche, elle a également publié d'autres ouvrages remarqués : Son autobiographie Une femme, un destin (éditions Rive Droite, 2 éditions, en 1995 et 2008), dans laquelle elle explore son enfance, et son origine familiale douloureuse ; Herbes folles hier, femmes médecins aujourd’hui (345 pages, 2000, Éditions Cheminements), qui est un éloge aux femmes qui ont réussi à devenir médecins, à des époques où le machisme était très présent ; Quelque chose d’autre (éditions Rive Droite, 2007), un recueil des poésies qu'elle a écrit durant toute sa vie.

### Distinctions
- Officier de l'Ordre National du Mérite
- Commandeur de la Légion d'Honneur

### Fondation Thérèse et René Planiol pour l’étude du cerveau
Elle crée en 2003 avec ses propres fonds, et avec l’aide de Léandre Pourcelot, la « Fondation Thérèse et René Planiol pour l’étude du cerveau ». Cette fondation est reconnue établissement d’utilité publique en février 2005. Thérèse Planiol en a fait sa légataire universelle avant son décès.

### Décès et postérité
Elle décède le 8 janvier 2014 à Varennes (37600). Elle donne son nom à plusieurs lycées.

## Œuvres
Elle a publié et contribué à plusieurs ouvrages,, dont : 

### Recherche médicale
- Éléments de biophysique. 1, Physico-chimie biologique et médicale, électrophysiologie, acoustique, François Grémy,... François Leterrier,... ; avec la collaboration de J.-C. Healy, J.-C. Pagès, T. Planiol, Lien au titre d'ensemble : Éléments de biophysique, 2 éd., Flammarion, 1975
- Physico-chimie biologique et médicale, électrophysiologie, acoustique, François Grémy,... François Leterrier,... ; avec la collaboration de J.-C. Healy, J.-C. Pagès, T. Planiol, Titre d'ensemble : Biophysique générale et médicale ; 1, Flammarion, 1981

### Vulgarisation médicale
- Herbes folles hier, femmes médecins aujourd'hui,  (ISBN 9782844780973), 340 pages, Cheminements, 2000

### Autobiographie
- Une femme, un destin, Thérèse Planiol ; introduction de Maurice Tubiana,... ; préface de Jean Bernard, Rive droite, 1995
- Une femme, un destin : douze ans de plus, Thérèse Planiol ; préface de Jean Bernard,... ; introduction de Maurice Tubiana,..., Rive droite, 2008

### Poésie
- Quelque chose... d’autre, éditions Rive Droite, 2007